# Marąg
Marąg (pot. Morąg, niem. Mahrung See) – jezioro położone na Równinie Olsztynka, około 10 kilometrów na południowy wschód od miasta Morąg w województwie warmińsko-mazurskim, w powiecie ostródzkim, w gminie Łukta. 
Nad jeziorem położone są miejscowości Swojki, Gubity i Kozia Góra. 
W źródłach historycznych jezioro występuje pod nazwami Mahrung See (1926), Marung (1595), Morungenn (1573), Marang (1378), Maring (1364).
Na jeziorze znajduje się Wyspa Lipowa o pow. 5 ha, która w 1968 r. uzyskała status rezerwatu krajobrazowego i faunistycznego. Na południu z jeziora wypływa rzeka Morąg, dopływ Pasłęki.
W litoralu jeziora występują oczerety z przewagą trzciny i sitowiem, w roślinności elodeidowej dominuje moczarka i wywłócznik. W 1997 r. odnotowano występowanie takich ryb jak: szczupak, leszcz, sandacz, płoć i okoń.
W 1981 wody jeziora zaklasyfikowano do pozaklasowych głównie ze względu na złe parametry głębszych warstw. W 2003 r. stwierdzono, że stan wód uległ poprawie. Zaklasyfikowano je do II klasy czystości. Czystość wód jeziora ulega stałej poprawie - w roku 2023 wykazują cechy I klasy czystości.